# Histidin
Histidin (viết tắt là His hoặc H) là một α-amino acid có một nhóm chức imidazole. Nó là một trong 22 amino acid sinh protein. Các codon của nó là CAU và CAC. Histidin được phân lập lần đầu tiên bởi thầy thuốc người Đức Albrecht Kossel vào năm 1896. Histidin là một amino acid thiết yếu trong cơ thể người và các loài động vật có vú khác. Lúc đầu người ta cho rằng histidin chỉ thiết yếu đối với trẻ sơ sinh, nhưng các nghiên cứu về sau cho thấy nó cũng thiết yếu đối với người lớn.

## Tính chất hóa học
Nhánh bên imidazole của histidin có pKa xấp xỉ 6,0, và toàn bộ phân tử amino acid có pKa bằng 6,5. Điều đó có nghĩa là, tại các giá trị pH sinh lý tương đương, các sự thay đổi pH tương đối nhỏ sẽ làm thay đổi điện tích trung bình của phân tử amino acid. Khi pH dưới 6, nhân imidazole gần như bị proton hóa hoàn toàn theo phương trình Henderson–Hasselbalch. Khi bị proton hóa, nhân imidazole sẽ mang hai liên kết NH và mang điện tích dương. Điện tích dương được phân bố đều trên cả hai nguyên tử nitơ và phân tử có thể được biểu diễn dưới dang hai cấu trúc cộng hưởng tương đương.

### Tính thơm
Nhân imidazole histidin có tính thơm ở mọi giá trị pH. Nó chứa sáu electron pi: bốn electron từ hai liên kết đôi và hai electron từ một nguyên tử nitơ đơn cặp. Nó có thể tạo ra phản ứng tương tác pi, nhưng phản ứng khá phức tạp do phân tử mang điện tích dương.  Cả hai trạng thái đều không hấp thụ bước sóng 280 nm, nhưng đối với các bước sóng bé hơn thì nó hấp thụ nhiều hơn các amino acid khác.

### Hóa sinh
Nhán bên imidazole của histidin là một phối tử phổ biến trong các metalloprotein và là một phần trong các vùng xúc tác của một vài enzym. Trong các bộ ba xúc tác, nguyên tử nitơ base của histidin lấy một proton từ serin, threonin, hoặc cystein để hoạt hóa nó thành một chất ái nhân. Trong kênh vận chuyển proton histidin, histidin được dùng làm chất vận chuyển nhanh proton, bằng cách histidin lấy một proton nhờ nguyên tử nitơ base để tạo ra một chất trung gian mang điện tích dương, rồi sau đó dùng một phân tử khác, một chất đệm, để lấy proton từ nguyên tử nitơ axit của nó. Trong enzym carbonic anhydrase, một kênh vận chuyển proton histidin được dùng để vẩn chuyển nhanh proton ra khỏi một phân tử nước được gắn với kẽm để nhanh chóng kích hoạt dạng hoạt động của enzym. Histidin cũng quan trọng trong vòng xoắn E và F của hemoglobin. Histidin giúp làm bền oxyhemoglobin và tăng phân giải hemoglobin gắn với CO. Do đó, liên kết giữa carbon monoxid với hemoglobin chỉ mạnh hơn gấp 200 lần, so với 20.000 lần nếu CO liên kết với hem tự do. 

### Cộng hưởng từ nguyên tử
Theo như dự đoán, độ dời hóa học 15N của các nguyên tử nitơ không thể phân biệt được (khoảng 200 ppm). Khi pH tăng đến xấp xỉ 8, sự proton hóa của nhân imidazole biến mất. Proton còn lại của nhóm imidazole trung tính bây giờ có thể tồn tại trên một trong hai nguyên tử nitơ, tạo nên đồng phân tautome N-1 hoặc N-3. Cộng hưởng từ hạt nhân cho thấy độ dời hóa học của N-1 giảm nhẹ, trong khi đó độ dời hóa học của N-3 giảm mạnh (190 so với 145 ppm). Điều này có nghĩa rằng dạng tautome N-1-H chiếm ưu thế, có thể do liên kết hydro được tạo nên với nhóm amoni gần đó.

## Chuyển hóa
Histidin là tiền chất trong sinh tổng hợp của histamin và carnosin.

Chuyển hóa histidin thành histamin nhờ histidin decarboxylase

Enzym histidin amonia-lyase chuyển hóa histidin thành amonia và axit urocanic. Sự thiếu hụt enzym này dẫn đến một rối loạn chuyển hóa hiếm gặp là histidin huyết. Trong Actinobacteria và các loại nấm dạng chỉ, như Neurospora crassa, histidin có thể được chuyển hóa thành chất chống oxy hóa ergothionein.

## Thực phẩm bổ sung
Thức ăn được bổ sung thêm histidin được cho thấy là làm tăng sự đào thải kẽm ở chuột cống lên gấp 3 đến 6 lần bình thường.

## Thư viện hình ảnh

Histidin
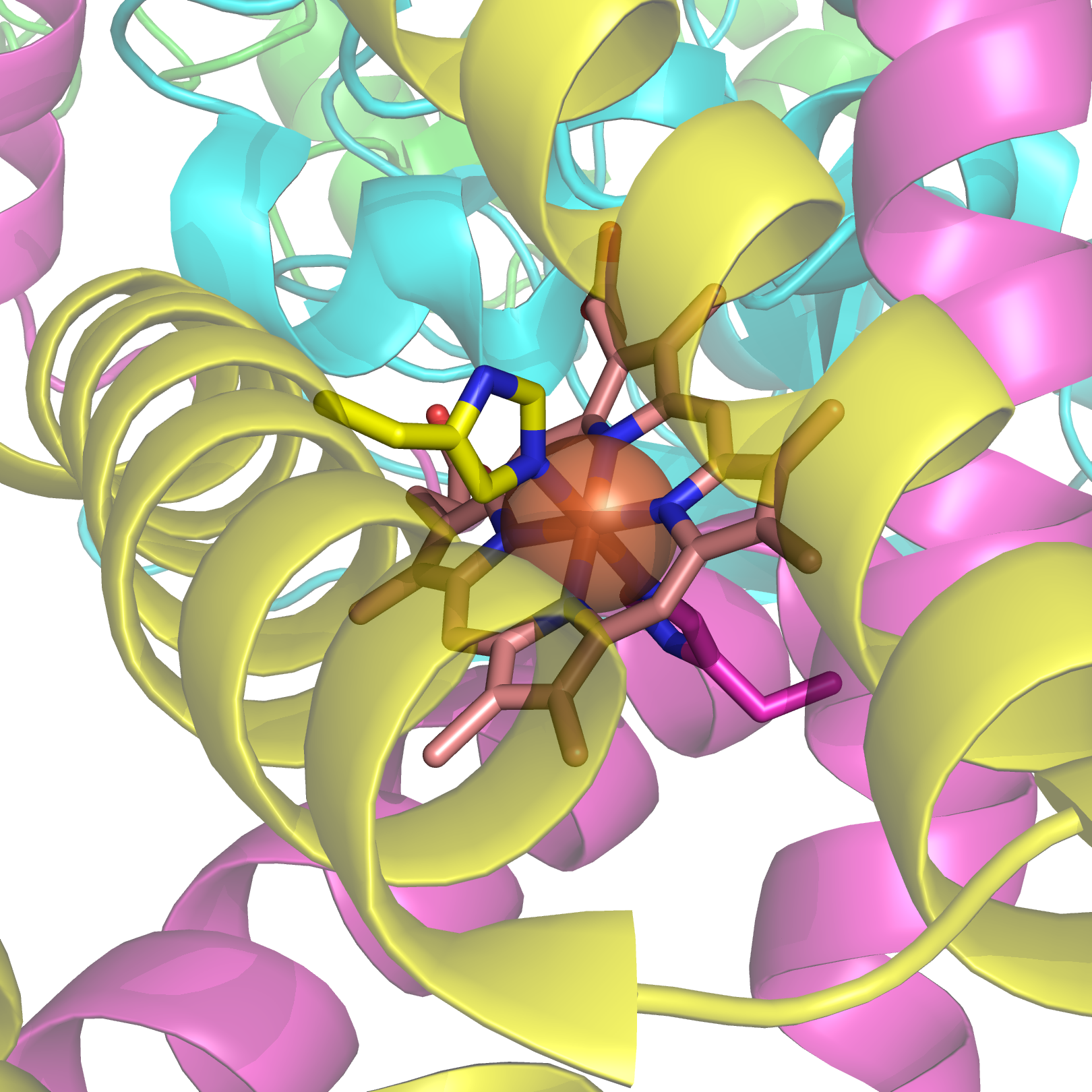
Nhóm heme liên kết với histidin trong succinat dehydrogenase, một chất mang electron trong chuỗi vận chuyển điện tử của ti thể. Hình cầu trong suốt biểu thị vị trí của ion sắt.